# Lepidoperca brochata
Lepidoperca brochata är en fiskart som beskrevs av Masao Katayama och K. Fujii 1982. Lepidoperca brochata ingår i släktet Lepidoperca och familjen havsabborrfiskar. Inga underarter finns listade i Catalogue of Life.